# A hazáért harcoltak
A hazáért harcoltak 1975-ben bemutatott monumentális szovjet  háborús film.
A film rendezője Szergej Bondarcsuk. A történet Mihail Solohov regénye nyomán készült.
Sok véletlennek, de talán leginkább Solohov szerzőségének és Bondarcsuk ellenállhatatlan tekintélyének köszönhető, hogy a film a maga idejében  átjutott minden cenzúrán. A történet ugyanis 1942 nyarán egy megfogyatkozott, elcsigázott, visszavonuló szovjet ezred szörnyű megpróbáltatásairól szól. A katonákban hősies idétlenkedéssel egyedül az ezred bohóca (akit Vaszilij Suksin alakít) tartja a lelket.
Felszínre törnek szélsőségek: önfeláldozás, kegyetlenség, bajtársiasság, pátosz és alantas durvaság, továbbá megrázó, szinte útszéli humor is.
A filmben maga a rendező zseniálisan alakít egy epizódszerepet.
A forgatás befejezése után, a zárómulatság éjszakáján hunyt el a főszereplő Suksin, akivel egy szívroham végzett. Bondarcsuk ezért kénytelen volt a hangját más színésszel utószinkronizálni.